# American mammoth donkey
American mammoth donkey (znany też jako mammoth jack, American mammoth lub American mammoth jack) – rasa osła północnoamerykańskiego, wywodząca się od wielu importowanych ras do USA. George Washington, wraz z Henrym Clayem i innymi osobami wykorzystywał je, aby hodować silne, zdolne do pracy muły. Washington oferował swoje osły do krycia do 1788.  Osły o dużych rozmiarach znaleziono w Kentucky w 1800. 
Na rozwój tych osłów wpływ miały takie rasy jak maltese donkey, osioł poitou, andalusian donkey, balearic donkey oraz osioł kataloński. Samce mają co najmniej 142cm w kłębie, a samice 137. Największy żyjący osioł tej rasy został znaleziony w Waxahachie i miał 173cm w kłębie.